# Chaerephon tomensis
Chaerephon tomensis  (лат.) — вид млекопитающих отряда рукокрылых подотряда летучих мышей семейства бульдоговых летучих мышей рода малых складчатогубов (в ряде источников вид включён в род складчатогубов). Эндемик острова Сан-Томе. Синонимичное название — Tadarida tomensis.

## Распространение
Ареал Chaerephon tomensis ограничен островом Сан-Томе (расположенном в Гвинейском заливе Атлантического океана). Этот малоизученный вид был записан в двух местах низменности в северной части острова — Praia das Conchas (в 3 км к северо-западу от Гуадалупи, на территории) и Agua Izé. Проведённые обширные исследования не показали наличия представителей вида где-либо в других местах на острове.

## Среда обитания
Среда обитания Chaerephon tomensis — леса и саванны. Praia das Conchas, где был записан вид, является весьма сухой и открытой местностью и представляет собой саванну с зарослями баобабов, тогда как Agua Izé — куда более влажная местность, на момент обнаружения представителей вида бывшая покрытой лесом. В Agua Izé лес позднее был вырублен под плантацию какао, и на данный момент неясно, сохранилась ли там популяция вида и способен ли он в принципе продолжать жить в существенно изменённой человеком среде.

## Статус вида
Chaerephon tomensis — вымирающий вид. Он занесён в Красную книгу МСОП и по состоянию на 2012 год имеет статус «вид, находящийся под угрозой». Предполагается, что основную угрозу виду представляет общее уничтожение его среды обитания в результате активного развития прибрежных районов Сан-Томе, включая рост туристической деятельности, преобразование природных территорий под нужды сельского хозяйства и возможное строительство новых морских портов..